# Alicia Witt
Alicia Roanne Witt (Worcester, Massachusetts; 21 d'agost de 1975) és una actriu, cantant, model i músic nord-americana.

## Biografia

### Primers anys
Witt va néixer a Worcester (Massachusetts), filla de Diane, una mestra de secundària, i Robert Witt, un fotògraf i mestre de ciències. Té un germà, Ian. Witt va ser descoberta per David Lynch al programa de televisió That's Incredible! el 1980. Lynch la va seleccionar perquè interpretés Alia Atreides en la pel·lícula Dune. Posteriorment, Witt va abandonar Hollywood per concentrar-se en els seus estudis. Va ser educada en la llar pels seus pares. Va ser considerada una nena prodigi.
Als 14 anys, va obtenir el seu diploma de secundària. Poc després, es va mudar a Hollywood amb la seva mare per iniciar una carrera com a actriu a temps complet. Lynch va crear el paper de Gersten Hayward especialment per a ella en la sèrie Twin Peaks. També li va donar un paper a Blackout, un segment de la sèrie de HBO Hotel Room.

### Carrera
Durant aquest temps, Witt va treballar tocant el piano a l'hotel Beverly Wilshire. Va interpretar petits papers a Liebestraum, Bodies, Rest & Motion i a telefilm The Disappearance of Vonnie. El 1994 va obtenir el seu primer rol protagonista en un film, interpretant una adolescent trastornada a Fun. Per aquesta actuació va obtenir el Reconeixement Especial del Jurat en el Festival de Cinema de Sundance i va ser nominada al Premi a la millor actriu en els Independent Spirit Awards. La seva interpretació també va fer que Madonna la recomanés per interpretar la seva filla en el segment "The Missing Ingredient" de la pel·lícula Four Rooms.
La carrera de Witt va fer un salt endavant quan va rebre el paper de Zoey Woodbine a la sèrie Cybill. Entre cada temporada, Witt va actuar en diverses pel·lícules, com Mr. Holland's Opus, Citizen Ruth, The Reef i Bongwater. Després que Cybill fos cancel·lada, Witt va obtenir el paper protagonista en la pel·lícula de terror Urban Legend.
El 2000, Witt va tenir papers protagonistes a les sèries televisives Ally McBeal i Els Soprano i en la pel·lícula Playing Mico Lisa. També va realitzar un paper de repartiment en la pel·lícula de John Waters Cecil B. Demented. Així mateix, va tenir el seu debut teatral en el musical de Robbie Fox The Gift en el Teatre Tiffany a Los Angeles.
Durant els següents anys, la seva carrera com a actriu es va anar estancant. Va tenir un paper discret interpretant una secretària a Vanilla Sky. També va participar en la pel·lícula experimental Ten Tiny Love Stories i a la pel·lícula American Girl.
El 2002 va aparèixer a la comèdia romàntica Amor amb preavís al costat de Hugh Grant i Sandra Bullock. Entre 2003 i 2004, Witt viure al Regne Unit. El 2005 va actuar a The Upside of Anger. També va participar en una producció de l'obra de Neil LaBute The Shape of Things. Entre aquests dos projectes, Witt va viatjar a Sud-àfrica per interpretar Kriemhild al telefilm alemany Ring of the Nibelungs, basat en el Cant dels Nibelungs.
El setembre de 2006, Witt va tornar a l'escena teatral, interpretant Abigail a l'obra Piano/Forte en el Royal Court Theatre.
Witt es va unir a l'elenc de Law & Order: Criminal Intent durant la temporada 2007-2008 interpretant la detectiva Nola Falacci, un personatge que és un reemplaçament temporal de Megan Wheeler, interpretada per Julianne Nicholson.

## Filmografia

### Cinema
| Any  | Títol                  | Rol              | Notes                                    |
| ---- | ---------------------- | ---------------- | ---------------------------------------- |
| 1984 | Dune                   | Alia Atreides    | Acreditada com a Alicia Roanne Witt      |
| 1991 | Liebestraum            | Nena en somni    |                                          |
| 1993 | Bodies, Rest & Motion  | Elizabeth        |                                          |
| 1994 | Fun                    | Bonnie           |                                          |
| 1995 | Four Rooms             | Kiva             | Segment: The Missing Ingredient          |
| 1995 | Mr. Holland's Opus     | Gertrude Lang    |                                          |
| 1996 | Citizen Ruth           | Cheryl Stoney    |                                          |
| 1997 | Bongwater              | Serena           |                                          |
| 1998 | Urban Legend           | Natalie Simon    |                                          |
| 1999 | The Reef               | Sophy Viner      |                                          |
| 2000 | Playing Mico Lisa      | Claire Goldstein |                                          |
| 2000 | Cecil B. Demented      | Cherish          |                                          |
| 2001 | Vanilla Sky            | Libby            |                                          |
| 2001 | Ten Tiny Love Stories  | Two              |                                          |
| 2002 | American Girl          | Barbie           |                                          |
| 2002 | Two Weeks Notice       | June Carver      |                                          |
| 2003 | The Twilight Zone      | Liz              | Episodi: "The Executions of Grady Finch" |
| 2004 | Girls' Lunch           |                  | Curtmetratge                             |
| 2005 | The Upside of Anger    | Hadley Wolfmeyer |                                          |
| 2006 | Last Holiday           | Srta. Burns      |                                          |
| 2007 | 88 Minutes             | Kim Cummings     |                                          |
| 2010 | The Pond               | Shelly           | Curtmetratge                             |
| 2010 | Peep World             | Amy              |                                          |
| 2011 | The Flight of the Swan | Maria            |                                          |
| 2011 | Joint Bodi             | Michelle Page    |                                          |
| 2012 | Cowgirls n' Angels     | Elaine Clayton   |                                          |
| 2012 | Bending the Rules      | Roslyn Wohl      |                                          |
| 2012 | I Do                   | Mya Edwards      |                                          |
| 2013 | Weiner Dog Nationals   | Melanie          |                                          |
| 2013 | A Madea Christmas      | Amber            |                                          |
| 2014 | Away From Here         | Lily             |                                          |
| 2016 | Six Love Stories       | Michelle         |                                          |
| 2017 | The Bronx Bull         | Denise           |                                          |
| 2018 | Mississippi Requiem    | Minnie           |                                          |
| 2018 | Spare Room             | Ginny            |                                          |
| 2020 | I Care a Lot           | Dr. Karen Amos   |                                          |
| 2020 | Modern Persuasion      | Wren Cosgrove    |                                          |

### Televisió
| Any     | Títol                         | Rol                            | Notes                                  |
| ------- | ----------------------------- | ------------------------------ | -------------------------------------- |
| 1990    | Twin Peaks                    | Gersten Hayward                | Episodi 2.1                            |
| 1993    | Hotel Room                    | Diane                          | Episodi: "Blackout"                    |
| 1994    | The Disappearance of Vonnie   | Janine                         | Pel·lícula                             |
| 1995–98 | Cybill                        | Zoey Woodbine                  | Personatge principal (87 episodis)     |
| 2000    | Ally McBeal                   | Hope Mercey                    | 2 episodis                             |
| 2000    | The Sopranos                  | Amy Safir                      | Episodi: "D-Girl"                      |
| 2004    | Dark Kingdom: The Dragon King | Kriemhild                      | Pel·lícula                             |
| 2007    | Blue Smoke                    | Reena Hali                     | Pel·lícula                             |
| 2007    | Law & Order: Criminal Intent  | Det. Nola Falacci              | 5 episodis                             |
| 2008    | Wainy Days                    | Laura                          | Episodi: "Shelly II"                   |
| 2008    | Puppy Love                    | Claire                         | Sèrie                                  |
| 2008    | Two and a Half Men            | Dolores Pasternak              | Episodi: "A Jock Strap in Hell"        |
| 2009–12 | The Mentalist                 | Rosalind Harker                | 3 episodis                             |
| 2009–11 | Friday Night Lights           | Cheryl                         | 9 episodis                             |
| 2010    | Edgar Floats                  | Sandra                         | Pel·lícula                             |
| 2010    | Backyard Wedding              | Kim Tyler                      | Pel·lícula                             |
| 2011    | CSI: Miami                    | Michelle Baldwin               | Episodi: "Blood Lust"                  |
| 2012    | Person of Interest            | Connie Wyler                   | Episodi: "The High Road"               |
| 2013    | A Very Merry Mix-Up           | Alice Chapman                  | Pel·lícula de Hallmark Channel         |
| 2013    | A Snow Globe Christmas        | Meg                            | Pel·lícula                             |
| 2014    | Kingdom                       | Melanie                        | Episodi: "Flowers"                     |
| 2014    | Justified                     | Wendy Crowe                    | 10 episodis                            |
| 2014    | Christmas at Cartwright's     | Nicky Talbot                   | Pel·lícula                             |
| 2014    | The Librarians                | Lucinda McCabe / Morgan li Fay | Episodi: "And the Rule of Three"       |
| 2015    | House of Lies                 | Maya                           | Showtime; 2 episodis                   |
| 2015    | Elementary                    | Dana Powell                    | Episodi: "When Your Number's Up"       |
| 2015    | I'm Not Ready for Christmas   | Holly Nolan                    | Pel·lícula                             |
| 2016    | The Walking Dead              | Paula                          | 2 episodis (1 episodi: veu)            |
| 2016    | Motivi                        | Cindy Vernon                   | 1 episodi                              |
| 2016    | Nashville                     | Autumn Chase                   | 11 episodis                            |
| 2016    | Christmas List                | Isobel Gray                    | Pel·lícula                             |
| 2017    | Supernatural                  | Lily Sunder                    | Episode:"Lily Sunder Has Some Regrets" |
| 2017    | The Exorcist                  | Nicole                         | 6 episodis                             |
| 2017    | Twin Peaks                    | Gersten Hayward                | 2 episodis                             |
| 2019    | Orange is the new black       | Zelda                          | 6 episodis                             |
| 2019    | Our Christmas Love Song       | Melody                         | Pel·lícula                             |
| 2020    | Christmas Tree Lane           | Meg                            | Pel·lícula                             |